# Ultimatum du 18 octobre 1913
L'ultimatum du 18 octobre 1913 est une note diplomatique adressée par l'Autriche-Hongrie à la Serbie. Rédigé par le comte Leopold Berchtold, alors ministre commun des affaires étrangères de la double monarchie, cet ultimatum somme le royaume de Belgrade d'évacuer les troupes serbes déployées depuis le début de l'année 1913 sur le territoire albanais. La demande austro-hongroise intervient alors que le premier ministre serbe, Nikola Pasic, multiplie, au nom de son pays, les réponses dilatoires ou évasives aux demandes austro-hongroises d'évacuation des territoires concernés. Rapidement, il apparaît aux responsables serbes que le soutien russe n'est pas acquis et que les règles de Droit international placent la Serbie en situation d'infraction, l'occupation par la Serbie d'une partie du territoire albanais étant condamnée, au même titre que l'occupation unilatérale d'un territoire indépendant : dans cette situation, le petit royaume serbe, abandonné par ses soutiens étrangers, russes et français, se voit obligé d'accéder aux demandes austro-hongroises.

## Contexte

### Les guerres balkaniques

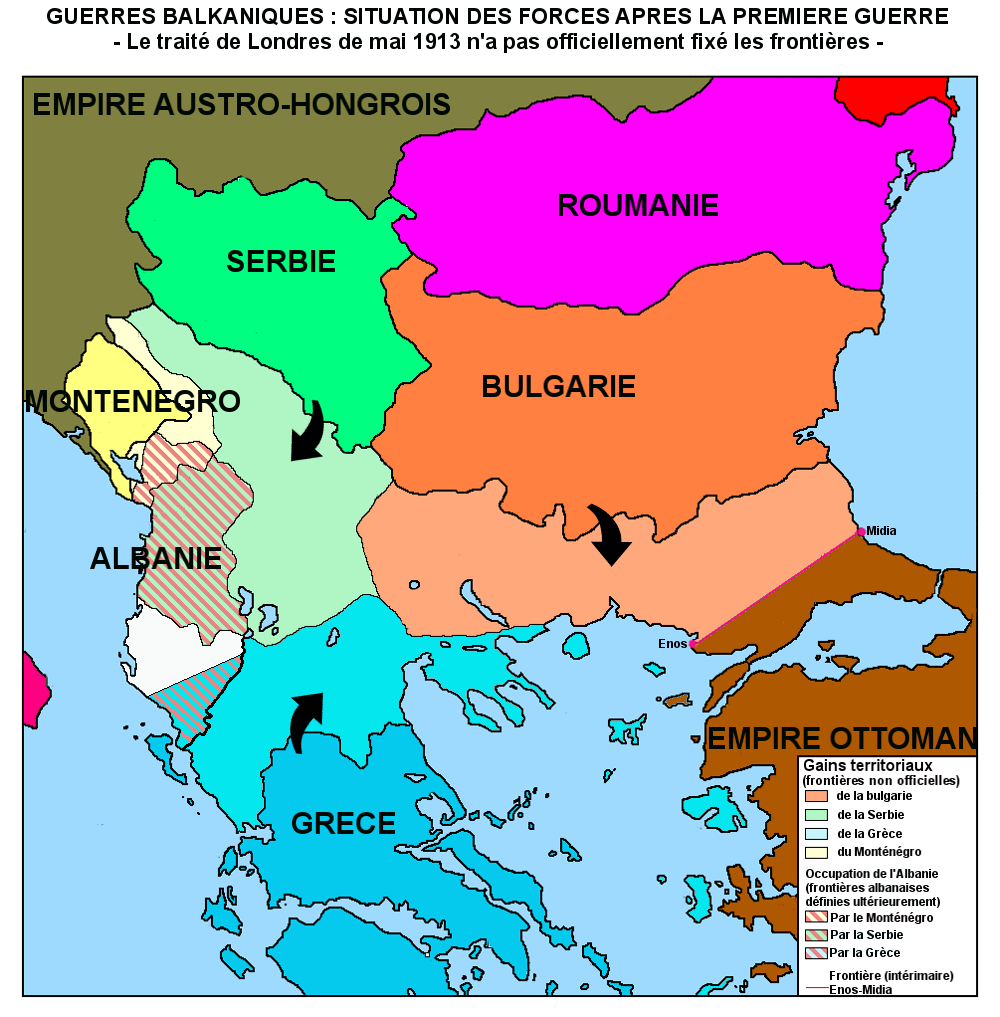
Les Balkans après la première guerre balkanique.
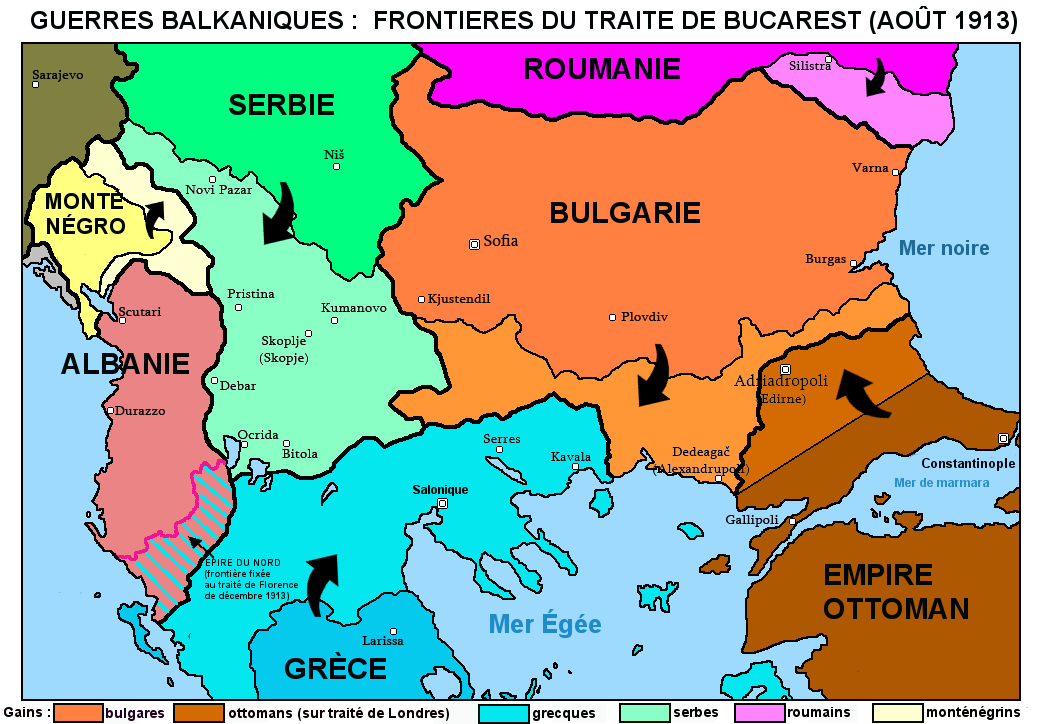
Les frontières internationales reconnues par la paix de Bucarest.

À l’issue des guerres balkaniques, les Ottomans sont pratiquement évincés d’Europe : il ne contrôlent plus qu'une partie de la Thrace orientale et un petit territoire en Albanie centrale. Les traités du début de l'année 1913 légalisent ce recul, mais garantissent aux ottomans le maintien d'une petite enclave ottomane en Thrace, tandis que les petits États balkaniques connaissent une expansion territoriale et démographique importante
Cette éviction laisse en déshérence les territoires ottomans en Europe : rapidement, les Bulgares, les Serbes et les Grecs se déchirent pour accaparer la part du lion ; ainsi, le 25 juin 1913, l’armée bulgare attaque, sans déclaration de guerre, l’armée serbe. Un temps surprises, les troupes serbes se réorganisent et, appuyées par les armées grecque, ottomane et roumaine, infligent à la Bulgarie de sévères défaites, sanctionnées par le traité signé de paix signé à Bucarest le 10 août 1913.

### L'occupation de l'Albanie
Les territoires albanais sont occupés par les troupes serbes et monténégrines : la Serbie occupe Durres et sa région, tandis que le Monténégro met le siège devant Scutari, encore tenu par des troupes ottomanes. En décembre 1912, la conférence des ambassadeurs permet la création d'un État albanais, neutre, dont l'existence et les frontières sont garanties par les grandes puissances. 
En échange de la majeure partie du Sandjak de Novipazar, les Serbes s'engagent à Londres en mars 1913 à évacuer les territoires albanais qu'ils occupent. Il apparaît rapidement aux grandes puissances que la Serbie et le Monténégro ne mettent pas en œuvre les clauses de la conférence de Londres, garantissant l'existence d'un État albanais dont la neutralité est garantie par les grandes puissances : le 5 août, les multiples infractions à l'existence d'un État albanais, que les Serbes justifient par l'anarchie qui règne en Albanie et dont se rendent responsables la Serbie et le Monténégro incitent les grandes puissances à prendre position en faveur du nouvel État. 
Cette contravention à l'encontre du droit international incite le souverain Austro-Hongrois François-Joseph, hostile à toute aventure militaire, à appuyer une démonstration de force de la double monarchie dans les Balkans. 
Face à cette situation, les responsables austro-hongrois se fixent comme programme d'y mettre un terme, tant cette occupation matérialise la montée en puissance de la Serbie sur la scène balkanique : parmi eux, le premier ministre hongrois, Istvan Tisza, se montre lui aussi partisan d'une épreuve de force diplomatique avec la Serbie : en effet, le premier ministre hongrois analyse l'occupation serbe comme un coup de force et perçoit la capacité de la double monarchie à y mettre fin comme une manifestation que celle-ci compte encore parmi les grandes puissances. 
Cependant, durant le mois de septembre, les Serbes multiplient à Vienne les déclarations contradictoires, parvenant à éviter d'aborder le sujet avec le ministre austro-hongrois des affaires étrangères, Leopold Berchtold : l'ambassadeur à Vienne affirme à la presse que la présence serbe en Albanie est destinée à constituer un obstacle à l'anarchie qui se développe dans la région, tandis que Nikola Pasic, le premier ministre serbe, de passage à Vienne, se montre tellement affable avec le comte Berchtold, ministre des affaires étrangères, que ce dernier ne peut aborder la question albanaise devant le Serbe. Cette affabilité désarçonne les diplomates de la double monarchie, qui multiplient les demandes officielles d'explication, mais se voient répondre évasivement.
Cette occupation suscite également l'hostilité de l'Italie, encore officiellement alliée au Reich et à la double monarchie : en effet, le royaume de Rome aspire à contrôler les territoires albanais.

### La double monarchie à l'automne 1913
L'année 1913 est marquée par une dégradation de la position de la double monarchie : ses diplomates ne sont pas parvenus à bloquer l'expansion serbe, la Bulgarie a échoué à le faire par les armes durant la deuxième guerre balkanique, la Roumanie s'éloigne de l'influence austro-hongroise.
En dépit de cette défaite, le royaume de Sofia ne reste pas longtemps isolé : la diplomatie austro-hongroise, soucieuse de limiter les conséquences du traité de Bucarest, incite la Bulgarie, à un rapprochement avec la Porte, fortement liée au Reich.  
Dans les jours qui précèdent l'envoi de la note au gouvernement de Belgrade, l'archiduc François-Ferdinand d'Autriche,  héritier des couronnes autrichienne et hongroise, se montre hostile à l'envoi au royaume de Belgrade de la note contenant l'ultimatum ; notamment le 16 octobre, lors de son entrevue avec l'empereur allemand à Konopischt, résidence du Kronprinz austro-hongrois.

## Réactions austro-hongroises
Devant les réponses dilatoires du gouvernement serbe, le gouvernement impérial et royal adresse une note diplomatique au gouvernement royal serbe. Dans cette note, les Austro-hongrois exigent du gouvernement serbe le retrait de ses troupes d'Albanie dans un délai de huit jours. 

### Termes de l'ultimatum
L'occupation serbe de territoires albanais oblige la double monarchie à exiger du royaume de Belgrade l'évacuation sous huitaine des territoires qu'elle occupe en Albanie centrale. 
En cas de refus, la double monarchie « déploiera les moyens appropriés pour s'assurer que ses exigences soient respectées ».

### Soutien allemand
Rapidement, les responsables allemands manifestent leur soutien à la politique austro-hongroise de fermeté vis-à-vis du royaume de Belgrade, s'engageant à soutenir la double monarchie attaquée par la Serbie, en cas de conflit armé. 
Ce soutien se matérialise par les déclarations publiques de Guillaume II. Dans le même temps, Arthur Zimmermann, principal acteur de la politique extérieure du Reich à cette époque, multiplie les signes de soutien du Reich à la double monarchie. 

### Réponse serbe
Dès le 20 octobre, le gouvernement serbe informe le gouvernement austro-hongrois qu'il accepte les exigences austro-hongroises et s'engage à faire évacuer les territoires albanais occupés par l'armée serbe aussi rapidement que possible. 

### Satisfaction des demandes austro-hongroises
Alors que la double monarchie a essuyé des revers depuis la formation de l'alliance balkanique, réunie sous l'égide de la Russie, la défaite diplomatique serbe constitue le premier succès pour la double monarchie depuis l'achèvement de la crise bosniaque. 
Bénéficiant de l'appui du Reich, la double monarchie obtient ainsi la satisfaction de ses demandes ; de son côté, la Serbie ne peut compter sur le soutien de la Russie.

## Réactions

### Les Grandes puissances face à l'initiative austro-hongroise
Face à la situation en Albanie, et à l'initiative austro-hongroise, les grandes puissances se positionnent différemment. 
Alliés pour la circonstance, Vienne et Rome parviennent à évincer les Serbes de l'Adriatique, mais ne prolongent pas leur rapprochement, tant les rivalités qui les opposent, notamment en Albanie, sont exacerbées.

### Un antécédent
Alors que la note austro-hongroise est adressée à la Serbie, le Reich, conscient de la précarité de la position allemande dans les Balkans et dans l'empire ottoman, est poussé à approuver l'ensemble des initiatives de la double monarchie dans la région. 
Du point de vue austro-hongrois, l'envoi d'une note diplomatique accompagnée d'un ultimatum, couronné de succès durant la crise bosniaque, puis en octobre 1913, permet de penser qu'une nouvelle démarche comparable est promise à être couronnée de succès ; cependant, les modalités de la réponse serbe, une mélange de provocations et de politesses, font penser aux responsables viennois que les responsables serbes ne changent de politique que lorsque leurs interlocuteurs se lancent dans une épreuve de force.